# Sybra longula
Sybra longula là một loài bọ cánh cứng trong họ Cerambycidae.